# Jelisaveta Seka Sablić
Jelisaveta Seka Sablić (srp. Јелисавета Сека Саблић; Beograd, 13. lipnja 1942.) je srbijanska i jugoslavenska kazališna, televizijska i filmska glumica židovskog podrijetla.

## Životopis
Rođena je u Beogradu 13. lipnja 1942. godine. Još u gimnazijskim danima bila je jedan od osnivača amaterskog kazališta Dadov. 
Diplomiravši 1965. godine glumu u klasi Mate Miloševića na Akademiji za pozorište, film, radio i televiziju u Beogradu,  u Pozorištu "Boško Buha" u predstavi "Pepeljuga" Aleksandra Popovića. 
Od 1967. članica je Ateljea 212, gdje ostvaruje najznačajnije kazališne uloge: u "Kralj Ibi", te u "Razvojnom putu Bore Šnajdera", Aleksandra Popovića, za koju prima nagradu "Ćuran" na festivalu Dani komedije u Jagodini (kao i kasnije za ulogu u "Ožalošćenoj porodici" Branislava Nušića); na Sterijinom pozorju nagrađena je za sporednu ulogu u "Klaustrofobičnoj komediji" Dušana Kovačevića. 
Na filmu debituje u crnohumornom rediteljskom prvencu Gordana Mihića i Ljubiše Kozomare "Vrane" (1969.). Uz retke izuzetke (npr. "Kičma", 1975., V. Grlića, i „Gospođica", 1980., V. Jasnoga) glumi komične uloge: npr. U široko popularnim komercijalnim komedijama Milana Jelića ("Rad na određeno vreme", 1980.; "Moj tata na određeno vreme", 1983.; "Razvod na određeno vreme", 1986.) i Zorana Čalića ("Žikina dinastija", 1985. i "Druga žikina dinastija", 1986.). 
Najviše glumačke domete ostvarila je u dijelima Slobodana Šijana; „Kako sam sistematski uništen od idiota" (1983.), "Davitelj protiv davitelja“ (1984.) te posebno u groteski "Maratonci trče počasni krug" (1982.), gdje je za lik pijanistkinje Kristine nagrađena Zlatnom arenom za glavnu ulogu na festivalu u Puli. Uspješno nastupa i na televiziji. Seka je 2008. godine nagrađena nagradom "Žanka Stokić".

## Uloge
- U registraturi kao Justa Medonić (1974.)
- Nepokoreni grad
- Maratonci trče počasni krug
- Bolji život
- Žikina dinastija
- Lud, zbunjen, normalan

## Vanjske poveznice
- Jelisaveta Seka Sablić na Internet Movie Databaseu